# 米原站
米原站（日语：〔〕／ Maibara eki */?）位於日本滋賀縣米原市，為西日本旅客鐵道（JR西日本）、東海旅客鐵道（JR東海）、近江鐵道的鐵路車站。

## 停靠路線
此站有屬於JR東海的東海道新幹線、分屬JR西日本與JR東海的東海道本線、屬於JR西日本的北陸本線與近江鐵道的本線停靠。北陸本線與近江鐵道本線以此站為起點。然而，東海道本線與北陸本線是JR貨物的第二種鐵道事業路線。此站是滋賀縣內唯一的新幹線停靠站。
JR在來線在此站屬於東海道本線。東海道新幹線、東海道本線、北陸本線至1987年（昭和62年）3月31日為止皆為日本國有鐵道（國鐵）路線，同年4月1日國鐵分割民營化分割為JR東海部分與JR西日本部分。此站是JR西日本與JR東海的公司邊界站，東海道本線由此站起往大垣、名古屋方向為JR東海管轄，往草津、京都方向為JR西日本管轄。此站是JR西日本與JR東海的共同使用站，在來線構內為JR西日本管轄，新幹線構內為JR東海管轄。另外JR西日本的東海道本線此站－京都站間與北陸本線此站－長濱站間合稱的愛稱設定為「琵琶湖線」，採用一體化運行系統。另外此站在北陸本線不使用導覽上「琵琶湖線」。
JR米原站的事務管編號為▲610147。而國鐵時代名古屋鐵道管理局管轄之時使用▲530134。

## 車站構造
新幹線車站的管轄是屬JR東海，在來線與車站出入口管轄則是屬JR西日本。唯一位於滋賀縣的東海道新幹線車站。

### JR西日本
現在的站舍是於2009年3月21日開始使用的跨站式站房。
島式月台3面6線。
| 月台     | 公司                   | 路線                 | 目的地               | 備註 |
| -------- | ---------------------- | -------------------- | -------------------- | ---- |
| 2        |                        | 琵琶湖線（東海道線） | 草津、京都、大阪方向 |      |
| 3        |                        | 琵琶湖線（東海道線） | 草津、京都、大阪方向 |      |
| 5        | 琵琶湖線（北陸線）     | 敦賀、福井、金澤方向 |                      |      |
| 6        | 琵琶湖線（北陸線）     | 敦賀、福井、金澤方向 |                      |      |
| 7        | 琵琶湖線（北陸線）     | 敦賀、福井、金澤方向 |                      |      |
| 東海道線 | 大垣、岐阜、名古屋方向 |                      |                      |      |
| 東海道線 | 大垣、岐阜、名古屋方向 | 8                    |                      |      |

### JR東海
東海道新幹線為島式月台1面2線與單式月台1面1線、合計2面3線。11號線為下行（新大阪・博多方向）、12號線為上行（名古屋・東京方向）、13號線通常不使用。

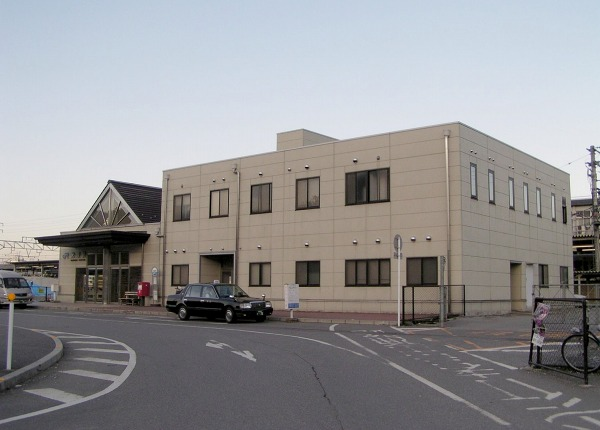
舊站舎東口（2006年3月）

| 月台 | 路線         | 方向         | 目的地           |
| ---- | ------------ | ------------ | ---------------- |
| 11   | 東海道新幹線 | 下行         | 新大阪方向       |
| 12   | 東海道新幹線 | 上行         | 名古屋、東京方向 |
| 13   | （預留月台） | （預留月台） | （預留月台）     |

- 舊站舎東口（2006年3月）

### 近江鐵道
站員配置時間為7:00 - 18:00。
| 月台 | 路線                      | 目的地                                   |
| ---- | ------------------------- | ---------------------------------------- |
| 1、2 | ■本線（彥根、多賀大社線） | 多賀大社前、八日市、近江八幡、貴生川方向 |

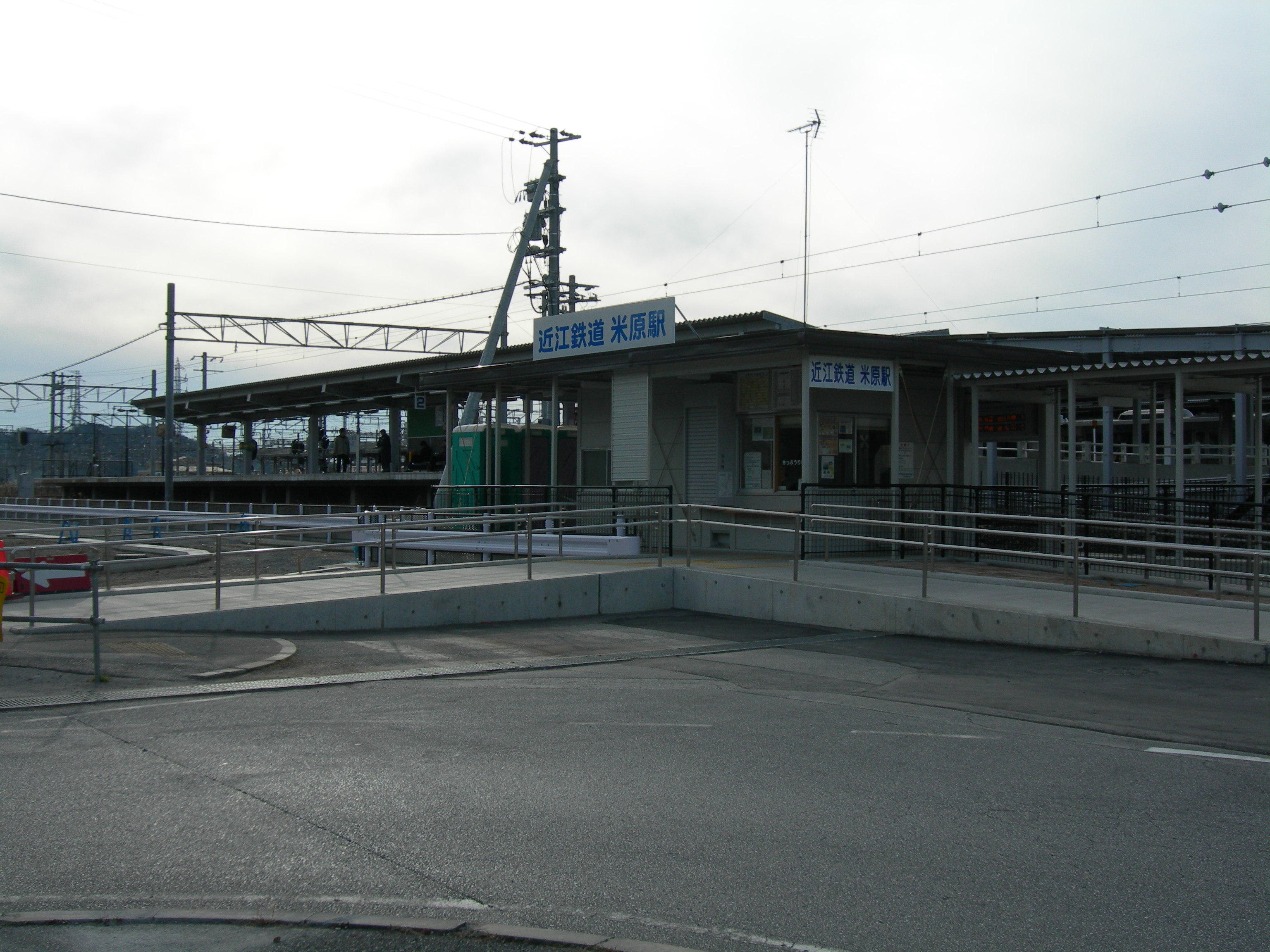
近江鐵道站舎（2008年1月）

## 巴士路線
- 湖國巴士
- 高速巴士・びわこドリーム号

## 使用情況
根據「滋賀縣統計書」，近年1日平均上車人次推移如下表。只限JR西日本的上車人次，與特急「しらさぎ」一部分通過站的長濱站相同程度，與JR東海合計上車人次以此站一方較多（JR集團當中，2間公司以上直通的車站通常由兩公司加法計算）。另一處在來線的轉乘客則不包括在數字內。
| 年度               | JR西日本 （在來線） | JR東海 （新幹線） | 來源   |
| 年度               | 1日平均 上車人次    | 1日平均 上車人次  | 來源   |
| ------------------ | ------------------- | ----------------- | ------ |
| 1992年（平成04年） | 4,733               | 5,361             | [ 3 ]  |
| 1993年（平成05年） | 4,764               | 5,251             | [ 4 ]  |
| 1994年（平成06年） | 4,693               | 5,210             | [ 5 ]  |
| 1995年（平成07年） | 4,712               | 5,441             | [ 6 ]  |
| 1996年（平成08年） | 4,704               | 5,351             | [ 7 ]  |
| 1997年（平成09年） | 4,551               | 5,272             | [ 8 ]  |
| 1998年（平成10年） | 4,419               | 5,064             | [ 9 ]  |
| 1999年（平成11年） | 4,377               | 4,954             | [ 10 ] |
| 2000年（平成12年） | 4,463               | 5,007             | [ 11 ] |
| 2001年（平成13年） | 4,416               | 4,926             | [ 12 ] |
| 2002年（平成14年） | 4,243               | 4,848             | [ 13 ] |
| 2003年（平成15年） | 4,310               | 5,216             | [ 14 ] |
| 2004年（平成16年） | 4,380               | 5,778             | [ 15 ] |
| 2005年（平成17年） | 4,441               | 6,017             | [ 16 ] |
| 2006年（平成18年） | 4,434               | 6,151             | [ 17 ] |
| 2007年（平成19年） | 4,416               | 6,302             | [ 18 ] |
| 2008年（平成20年） | 4,395               | 6,087             | [ 19 ] |
| 2009年（平成21年） | 4,434               | 5,537             | [ 20 ] |
| 2010年（平成22年） | 4,503               | 5,679             | [ 21 ] |
| 2011年（平成23年） | 4,544               | 5,851             | [ 22 ] |
| 2012年（平成24年） | 4,758               | 6,111             | [ 23 ] |
| 2013年（平成25年） | 4,960               | 6,433             | [ 24 ] |
| 2014年（平成26年） | 4,943               | 6,701             | [ 25 ] |
| 2015年（平成27年） | 5,204               | 6,760             | [ 26 ] |
| 2016年（平成28年） | 5,262               | 6,947             | [ 27 ] |
| 2017年（平成29年） | 5,342               | 7,056             | [ 28 ] |
| 2018年（平成30年） | 5,514               | 7,240             | [ 29 ] |

## 車站周邊

### 西側
- 米原站前交番（米原警察署管轄）
- JR西日本車站租車米原營業所
- 平和堂米原店
- 時代租車米原站前店
- 日本Software開發
- 豐田租車米原站前店
- 關西Urban銀行米原支店
- Circle K米原站前店
- 米原郵便局
- 米原中保育園
- 長濱信用金庫米原支店

- 米原市役所米原庁舎
- JA伊吹米原支店
- 米原市商工會
- Kirindo米原店
- 米原市米原公民館
- 滋賀縣立文化産業交流會館
- 滋賀縣運轉免許中心（米原分室）
- 米原市立米原小學校
- 米原市立米原中學校
- 米原幼稚園
- LAWSON米原入江店
- Panasonic電工住設事業本部雨樋事業部
- 7-Eleven米原中多良店

### 東側
- 國道8號・國道21號
- 滋賀銀行米原支店
- 米原警察署
- 滋賀縣立米原高等學校
- 米原東簡易郵便局
- 米原保育園
- 青岸寺
- JR總研・風洞技術中心
- YANMAR中央研究所

## 相鄰車站
西日本旅客鐵道（JR西日本）
 琵琶湖線（東海道本線、北陸本線）
- 特急「琵琶湖特快」始發站、特急「飛驒」「白鷺」停車站

■新快速、■普通（過京都或高槻以西變為快速列車，部分班次過野洲以西變成新快速列車）
坂田（北陸本線）（JR-A11）－米原（JR-A12）－彥根（東海道本線）（JR-A13）
東海旅客鐵道（JR東海）
 東海道新幹線
岐阜羽島－米原－（栗東信號場）－京都
 東海道本線
- 特急「飛驒」「白鷺」停車站

■特別快速、■新快速、■快速、■區間快速、■普通（只限所有至岐阜站為止各站停車、區間快速的到站列車）
醒井（CA82）－米原（CA83）
近江鐵道
■ 本線（彥根、多賀大社線）
米原（OR01）－富士達前（OR02）

## 外部連結
- 米原｜車站資訊：JR出門網 - 西日本旅客鐵道
- 米原 - 東海旅客鐵道
- 米原站 （页面存档备份，存于） - 近江鐵道

35°18′53″N 136°17′23″E / 35.31472°N 136.28972°E